# Estadio Alejandro Serrano Aguilar
El Estadio Alejandro Serrano Aguilar Banco del Austro es un estadio de fútbol de Ecuador. Está ubicado en la avenida del Estadio y José Peralta de la ciudad de Cuenca, es sede para el Deportivo Cuenca, equipo de la Serie A del fútbol ecuatoriano. Su capacidad es para 14 500 espectadores.

## Historia
Fue inaugurado el 3 de noviembre de 1945 (anteriormente conocido como estadio Municipal "El Ejido") 25 años después el estadio Municipal "El Ejido" cambió de su nombre al actual estadio "Alejandro Serrano Aguilar" Es el nombre del estadio es en honor al alcalde de Cuenca y presidente del Club Deportivo Cuenca en este entonces Alejandro Serrano Aguilar que fue remodelada, reconstruida y reinaugurada el 23 de mayo de 1971. Para los Juegos Bolivarianos de Ambato, Cuenca y Portoviejo en 1985 se instaló un marcador electrónico de fabricación húngara Electroimpex y en 1980 se instaló las cuatro torres de iluminación. El estadio tiene una inversión de 26 094 363 dólares.

## Acontecimientos
Este estadio fue una de las sedes de la Copa América Ecuador 1993, y se disputaron allí partidos entre Paraguay, Chile, Perú y Brasil.
Fue una de las sedes del Campeonato Mundial Sub-17 Ecuador 1995, y se disputaron allí partidos entre Argentina, Portugal, Costa Rica y Guinea.
En 2001 con apariencia renovada, en este estadio allí se jugaron diez partidos de la primera ronda del Campeonato Sudamericano Sub-20 Ecuador 2001: entre Uruguay, Colombia, Argentina, Bolivia y Chile.
También en este estadio allí se jugaron seis partidos de la primera ronda del Campeonato Sudamericano Sub-17 Ecuador 2007: entre Argentina, Colombia, Uruguay, Paraguay y Venezuela.
Acerca de competencias deportivas, este estadio acogió los X Juegos Bolivarianos Ambato, Cuenca y Portoviejo 1985 y los VI Juegos Sudamericanos Cuenca 1998, y a nivel nacional, fue sede de los V Juegos Deportivos Nacionales Cuenca 1979.
Es una potencial sede para la Copa América 2024 por lo que se analiza una completa remodelación del antiguo recinto.

## Importancia
El estadio también desempeña un importante papel en el fútbol local, ya que los clubes cuencanos como el Deportivo Cuenca, Deportivo Cuenca Femenino, LDU de Cuenca, Cruz del Vado, La Gloria, Tecni Club y Estudiantes hacían y/o hacen de locales en este escenario deportivo.
Asimismo, este estadio es sede de distintos eventos deportivos a niveles provincial y local, así como es escenario para varios eventos de tipo cultural, especialmente conciertos musicales (que también se realizan en el Coliseo Mayor de Deportes Jefferson Pérez y en la Plaza de Toros Santa Ana de Cuenca).

## Retiro de mallas
En el estadio Alejandro Serrano Aguilar, escenario donde Deportivo Cuenca actúa en condición de dueño de casa, continúan con el retiro de las mallas.
Esta vez la intervención fue en la General Sur, antigua Tribuna de niños, localidad donde se ubican los integrantes de Crónica Roja. El retiro de las mallas será paulatinamente. Cabe recalcar que las localidades de Tribuna, Palco y General Centro y Sur ya no cuentan con las mismas.
La iniciativa de los Ministerios del Interior y Deporte, arrancó el miércoles 22 de enero de 2014 con el retiro de las mallas en el Olímpico Atahualpa, lo que convierte al estadio de la capital azuaya, en el segundo del país en retirarlas.
Para Juan Segarra, líder de la Crónica Roja, el éxito de lo planteado por las autoridades gubernamentales estará en el incremento de la seguridad.
Iván Altamirano, Coordinador de Escenarios, Infraestructura y Mantenimiento de la FDA, aseguró que las mallas estarían retiradas en su totalidad hasta la segunda semana del mes de agosto de 2014.
En contraste, el retiro de las mallas preocupa a un sector de la hinchada, ya que en el 2013 contra Manta y 2014 frente a Independiente; Deportivo Cuenca jugó sin público debido al lanzamiento de objetos a la cancha.

## Proyecto de remodelación
El día 19 de junio de 2012 el ministro del Deporte José Francisco Cevallos y el alcalde de Cuenca Paúl Granda anunciará un plan de inversión para el Estadio Alejandro Serrano Aguilar inserto en la Red de Estadios Bicentenario, cuyas transobras de mejoramiento estarían culminadas en septiembre de 2013. El reducto de la Avenida del Estadio, recibe una inyección de veinte millones de dólares para su total formación. Sería para 30 000 personas y sin rejas, ya que se construyó un profundo foso (de casi 2,30 m de profundidad). Tiene nuevas salas de prensa, marcadores y pantallas electrónicas. Aquello fue sólo un ofrecimiento de campaña. En enero de 2019, el alcalde a la reelección Marcelo Cabrera, presentó un nuevo proyecto de remodelación como parte de sus promesas de campaña, pero perdió las elecciones.
El nuevo estadio municipal construido con el nombre de “El Ejido” en 1945 por Honorato Carvallo en ese entonces, presidente de Federación Deportiva del Azuay, tendrá suites presidencial, de autoridades, para deportistas elite, laterales y centrales con capacidad para 840 personas construidas en las tribunas este u oeste. Las cabinas de prensa albergarán a 448 comunicadores y se levantarán en la tribunas este y oeste, los palcos estarán en este mismo sector y recibirán a 994 espectadores. Las tribunas alta y baja con cubierta, se encontrarán en el sector este y albergarán a 21 302 hinchas y las generales se levantarán en la parte norte y sur del escenario, donde se ubicarán 17 761 personas.
La segunda etapa de la remodelación que contemplará el techado y un nuevo sistema de iluminación ha sido pospuesto por el gobierno ecuatoriano. Para esta remodelación se tomará como referencia el diseño arquitectónico que lo inspirará, basándose en la remodelación efectuada al Estadio Regional de Antofagasta.

## Partidos en el Estadio Alejandro Serrano Aguilar de Cuenca

### Partidos de la Copa América Ecuador 1993
Fue sede del Grupo B de la Copa América 1993 que estaba conformado por Paraguay, Chile, Perú y Brasil.
En el Estadio Alejandro Serrano Aguilar se jugaron los siguientes partidos:
| 18 de junio de 1993 | Paraguay   | 1:0 (1:0) | Chile |                                                                           |                                                                           |
|                     | Cabañas 6' |           |       | Asistencia: 20.000 espectadores Árbitro(s): José Torres Cadena (Colombia) | Asistencia: 20.000 espectadores Árbitro(s): José Torres Cadena (Colombia) |

| 22 de junio de 1993 | Perú | 0:0 (0:0) | Brasil |                                                                           |  |
|                     |      |           |        | Asistencia: 20.000 espectadores Árbitro(s): Arturo Brizio Carter (México) |  |

| 21 de junio de 1993 | Paraguay   | 1:1 (1:0) | Perú          |                                                                           |                                                                           |
|                     | Monzón 37' |           | Del Solar 77' | Asistencia: 20.000 espectadores Árbitro(s): José Torres Cadena (Colombia) | Asistencia: 20.000 espectadores Árbitro(s): José Torres Cadena (Colombia) |

| 22 de junio de 1993 | Chile                        | 3:2 (1:1) | Brasil                 |                                                                     |                                                                     |
|                     | Sierra 15' Zambrano 51', 59' |           | Müller 36' Palinha 55' | Asistencia: 20.000 espectadores Árbitro(s): Alfredo Rodas (Ecuador) | Asistencia: 20.000 espectadores Árbitro(s): Alfredo Rodas (Ecuador) |

| 24 de junio de 1993 | Perú              | 1:0 (1:0) | Chile |                                                                           |                                                                           |
|                     | Del Solar 14' (p) |           |       | Asistencia: 20.000 espectadores Árbitro(s): José Torres Cadena (Colombia) | Asistencia: 20.000 espectadores Árbitro(s): José Torres Cadena (Colombia) |

| 24 de junio de 1993 | Brasil                       | 3:0 (1:0) | Paraguay |                                                                           |                                                                           |
|                     | Palinha 15', 72' Edmundo 62' |           |          | Asistencia: 20.000 espectadores Árbitro(s): Arturo Brizio Carter (México) | Asistencia: 20.000 espectadores Árbitro(s): Arturo Brizio Carter (México) |

### Partidos del Mundial Sub-17 Ecuador 1995
Fue sede del Grupo B de la Copa Mundial de Fútbol Sub-17 de 1995 que estaba conformado por Argentina, Portugal, Costa Rica y Guinea.
En el Estadio Alejandro Serrano Aguilar se jugaron los siguientes partidos:
| 4 de agosto de 1995 | Argentina                         | 3:0 (2:0) | Portugal |                                                                       |                                                                       |
|                     | Gatti 5' La Paglia 19', 88' (pen) |           |          | Asistencia: 6.500 espectadores Árbitro(s): Hartmut Strampe (Alemania) | Asistencia: 6.500 espectadores Árbitro(s): Hartmut Strampe (Alemania) |

| 4 de agosto de 1995 | Costa Rica                    | 2:0 (0:0) | Guinea |                                                                         |                                                                         |
|                     | Fonseca 80' Villavicencio 87' |           |        | Asistencia: 6.500 espectadores Árbitro(s): Barry Tasker (Nueva Zelanda) | Asistencia: 6.500 espectadores Árbitro(s): Barry Tasker (Nueva Zelanda) |

| 6 de agosto de 1995 | Portugal          | 2:3 (2:1) | Guinea                                 |                                                                        |                                                                        |
|                     | Zefarino 11', 26' |           | Bangoura 30' Conte 48' (pen) Keita 65' | Asistencia: 2.500 espectadores Árbitro(s): Ahmed Haji Yaakub (Malasia) | Asistencia: 2.500 espectadores Árbitro(s): Ahmed Haji Yaakub (Malasia) |

| 6 de agosto de 1995 | Argentina             | 2:0 (0:0) | Costa Rica |                                                                  |                                                                  |
|                     | Caseiro 62' Gatti 79' |           |            | Asistencia: 2.500 espectadores Árbitro(s): Hossein Asgari (Irán) | Asistencia: 2.500 espectadores Árbitro(s): Hossein Asgari (Irán) |

| 9 de agosto de 1995 | Portugal                   | 3:0 (0:0) | Costa Rica |                                                                      |                                                                      |
|                     | Vargas 88', 91' Adolfo 89' |           |            | Asistencia: 15.000 espectadores Árbitro(s): Roger Zambrano (Ecuador) | Asistencia: 15.000 espectadores Árbitro(s): Roger Zambrano (Ecuador) |

| 9 de agosto de 1995 | Argentina             | 2:0 (2:0) | Guinea |                                                                      |                                                                      |
|                     | Peralta 18' Aimar 26' |           |        | Asistencia: 15.000 espectadores Árbitro(s): Antonio Marrufo (México) | Asistencia: 15.000 espectadores Árbitro(s): Antonio Marrufo (México) |

### Partidos del Sudamericano Sub-20 Ecuador 2001
En el Estadio Alejandro Serrano Aguilar se jugaron los siguientes partidos:
| 14 de enero de 2001 | Uruguay | 1:0 | Colombia |                                 |  |
|                     |         |     |          | Asistencia: 15.000 espectadores |  |

| 14 de enero de 2001 | Argentina | 2:0 | Bolivia |                                 |  |
|                     |           |     |         | Asistencia: 15.000 espectadores |  |

| 16 de enero de 2001 | Colombia | 2:0 | Argentina |                                 |  |
|                     |          |     |           | Asistencia: 15.000 espectadores |  |

| 16 de enero de 2001 | Chile | 1:2 | Uruguay |                                 |  |
|                     |       |     |         | Asistencia: 15.000 espectadores |  |

| 18 de enero de 2001 | Bolivia | 0:1 | Colombia |                                 |  |
|                     |         |     |          | Asistencia: 15.000 espectadores |  |

| 18 de enero de 2001 | Argentina | 1:0 | Chile |                                 |  |
|                     |           |     |       | Asistencia: 15.000 espectadores |  |

| 20 de enero de 2001 | Chile | 2:1 | Colombia |                                 |  |
|                     |       |     |          | Asistencia: 15.000 espectadores |  |

| 20 de enero de 2001 | Uruguay | 1:3 | Bolivia |                                 |  |
|                     |         |     |         | Asistencia: 15.000 espectadores |  |

| 22 de enero de 2001 | Chile | 3:1 | Bolivia |                                 |  |
|                     |       |     |         | Asistencia: 15.000 espectadores |  |

| 22 de enero de 2001 | Argentina | 1:1 | Uruguay |                                 |  |
|                     |           |     |         | Asistencia: 15.000 espectadores |  |

### Partidos del Sudamericano Sub-17 Ecuador 2007
En el Estadio Alejandro Serrano Aguilar se jugaron los siguientes partidos:
| 7 de marzo de 2007 | Argentina | 0:0 | Colombia |                                                                      |  |
|                    |           |     |          | Asistencia: 15.000 espectadores Árbitro(s): Salvio Fagundes (Brasil) |  |

| 7 de marzo de 2007 | Uruguay                                  | 2:2 (0:0) | Paraguay                               |                                                                  |                                                                  |
|                    | Santiago Silva 58' Rodrigo Pastorini 63' |           | Carlos Martínez 56' Juan Maldonado 80' | Asistencia: 15.000 espectadores Árbitro(s): Jorge Osorio (Chile) | Asistencia: 15.000 espectadores Árbitro(s): Jorge Osorio (Chile) |

| 9 de marzo de 2007 | Uruguay | 0:1 (0:1) | Colombia             |                                                                        |                                                                        |
|                    |         |           | Cristian Nazarit 39' | Asistencia: 15.000 espectadores Árbitro(s): Alfredo Intriago (Ecuador) | Asistencia: 15.000 espectadores Árbitro(s): Alfredo Intriago (Ecuador) |

| 9 de marzo de 2007 | Venezuela                           | 2:1 (2:1) | Paraguay         |                                                                       |                                                                       |
|                    | Jhonny Mirabal 17' Gustavo Páez 22' |           | César Benítez 8' | Asistencia: 15.000 espectadores Árbitro(s): Óscar Maldonado (Bolivia) | Asistencia: 15.000 espectadores Árbitro(s): Óscar Maldonado (Bolivia) |

| 9 de marzo de 2007 | Argentina                                  | 2:1 (1:1) | Uruguay        |                                                                      |                                                                      |
|                    | Juan Manuel Sánchez 4' Nicolás Mazzola 62' |           | Juan Gómez 32' | Asistencia: 15.000 espectadores Árbitro(s): Salvio Fagundes (Brasil) | Asistencia: 15.000 espectadores Árbitro(s): Salvio Fagundes (Brasil) |

| 13 de marzo de 2007 | Colombia                             | 2:2 (0:0) | Venezuela                          |                                                                       |                                                                       |
|                     | Jorge Mosquera 67' Ricardo Serna 80' |           | Gustavo Páez 85' Richard López 89' | Asistencia: 15.000 espectadores Árbitro(s): Óscar Maldonado (Bolivia) | Asistencia: 15.000 espectadores Árbitro(s): Óscar Maldonado (Bolivia) |